# Omolabus ligulatus
Omolabus ligulatus es una especie de coleóptero de la familia Attelabidae.

## Distribución geográfica
Habita en Bolivia, Colombia, Costa Rica, El Salvador, Guatemala, Honduras, México, Panamá y  Perú